# REC Solar
Die REC Solar Holdings AS (auch REC Group, kurz REC; Abkürzung für Renewable Energy Corporation) ist ein norwegischer Hersteller von Solaranlagen und Komponenten mit Sitz in Oslo. Das Unternehmen produziert und vertreibt weltweit Silizium, Wafer, Solarzellen, Solar-Photovoltaik-Module (PV) sowie komplette Photovoltaikanlagen. Zwischen 2013 und 2015 wurden die Aktien des Unternehmens an der Osloer Börse gehandelt. Seit Mai 2015 ist das Unternehmen Teil der norwegischen Elkem-Gruppe, die über Tochterfirmen zum staatlichen Konzern ChemChina gehört, einem der größten Chemieunternehmen in der Volksrepublik China.

## Geschichte
Im Jahr 1996 wurde im norwegischen Oslo die Renewable Energy Corporation ASA gegründet. Ab 1997 wurden Produktionen von Wafern, Zellen und Solarmodulen in Schweden und Norwegen aufgebaut. 2010 folgte eine voll automatisierte und integrierte Produktion in Singapur.
Im Oktober 2013 wurde die Renewable Energy Corporation ASA nach wirtschaftlichen Schwierigkeiten in zwei eigenständige Unternehmen gespaltet. Die Renewable Energy Corporation ASA wurde dabei in REC Silicon ASA umbenannt. Die Solarsparte spaltete sich als REC Solar ab und ging als REC Solar Holdings AS an die Osloer Börse. Im Mai 2015 wurde die Übernahme von REC Solar durch die norwegische Elkem-Gruppe abgeschlossen und die Börsennotierung eingestellt. Der Kaufpreis lag bei 490 Millionen Euro.

## Unternehmen
Die REC Solar Holdings AS ist seit Mai 2015 eine Tochtergesellschaft der Elkem AS. Die REC Group hat ihren Hauptsitz in Norwegen und den operativen Hauptsitz in Singapur. Zudem unterhält das Unternehmen regionale Büros, lokale Vertretungen und Partnerschaften in Europa, den USA und den Regionen Asien-Pazifik.
Der Mutterkonzern der REC Solar Holdings AS ist ChemChina, eines der größten Chemieunternehmen und im Staatsbesitz der Volksrepublik China, welcher seine Beteiligung an Elkem seit 2015 über die China National Bluestar Group hält.

## Auszeichnungen
- 2010: Solar Industry Award (Kategorie „Module Manufacturing Innovation“)[11]
- 2011: Gewinner des Photon Module Field Test 2011[12]
- 2011: Frost & Sullivan, Global Solar Power Customer Value Enhancement Award[13]
- 2014: IAIR Award, Best Company for Sustainability (Kategorie „Solar Energy Solutions, Global“)[14]
- 2015: EES Awards[15]
- 2015: Intersolar Award (Photovoltaik)[16][17][18]
- 2015: IAIR Award, Best Company for Sustainability (Kategorie „Solar Energy Solutions, Global“)[19]
- 2016: Singapore 1000, Net Profit Growth Excellence Award (Kategorie „Manufacturing“)[20][21][22]